# Glacier Bay nationalpark

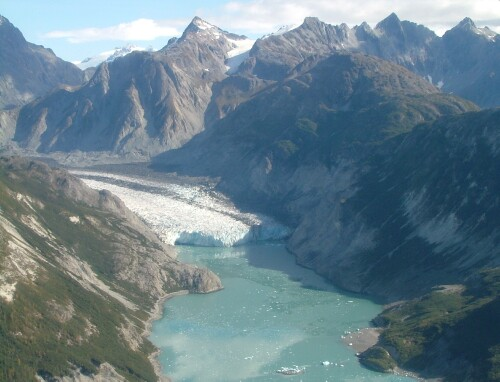
Glacier Bay

Glacier Bay nationalpark är en nationalpark i Alaska i USA väster om Juneau. Området runt Glacier Bay i sydöstra Alaska proklamerades först som ett nationalmonument den 25 februari 1925. Detta ändrades 2 december 1980 till Glacier Bay National Park and Preserve genom Alaska National Interest Lands Conservation Act. Parken blev ett biosfärområde 1986. Sedan 1979 är Glacier Bay även ett världsarv. Området täcker 13 287 km² och större delen av parken är ett vildmarksområde som täcker 10 784 km².

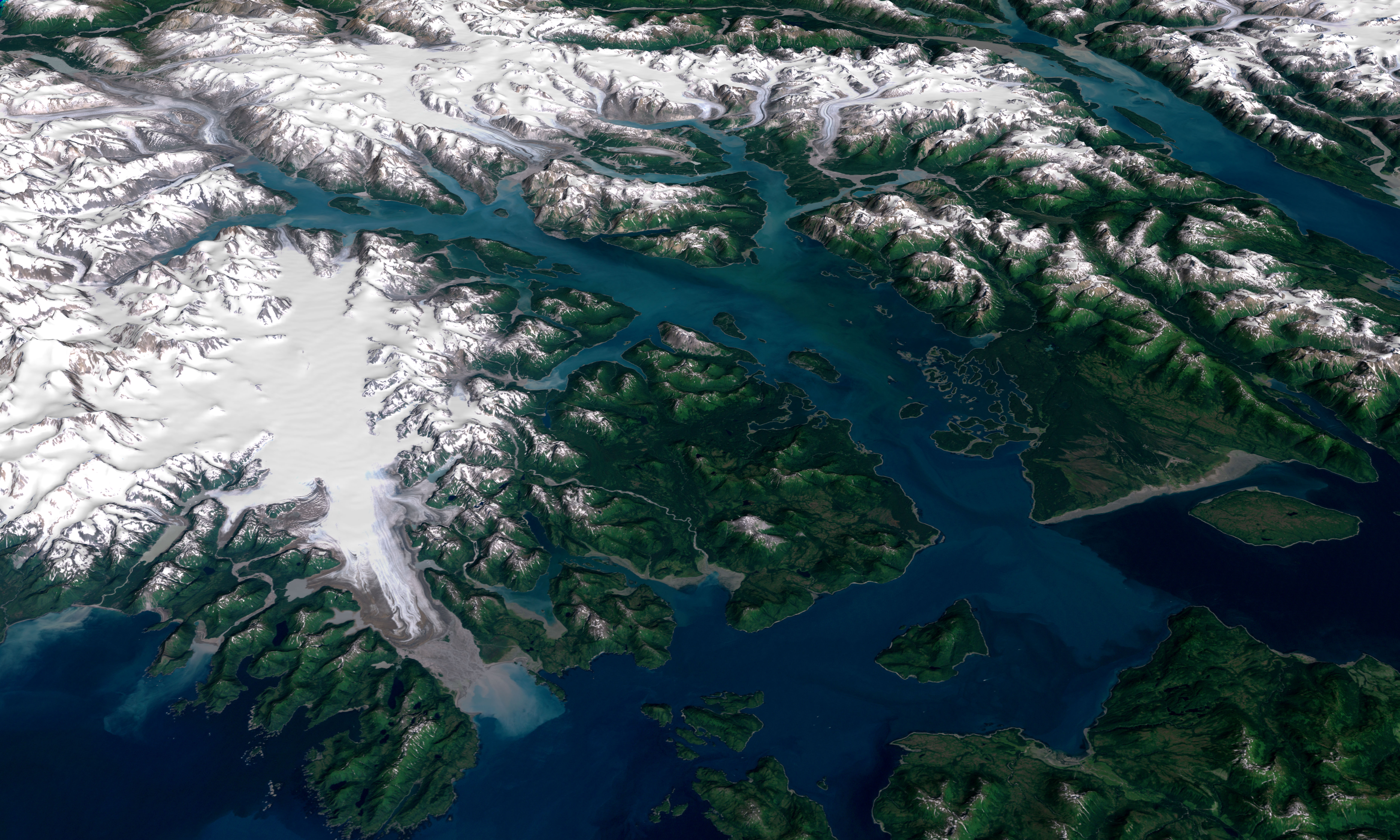
Visualisering av Glacier Bay, baserad på Landsats bilder och USGS nivådata

Det finns inga vägar till parken utan den nås lättast med lufttransport. Under somrarna går färjor till det lilla samhället Gustavus eller direkt till småbåtshamnen vid Bartlett Cove. Trots bristen på vägar har parken över 300 000 besökare varje år, de flesta på kryssningsfartyg.[källa behövs]
Glaciärer går från höga snötäckta berg ner till bukten och skapar spektakulära vyer med is och isbergsformationer. Under det senaste århundradet var troligen den mest berömda glaciären Muirglaciären, en gång nära 3,2 km bred och omkring 81 meter hög. Muirglaciären har minskat i storlek sedan 1990-talet och ligger inte längre nere vid vattenlinjen. De flesta besökare besöker istället idag Margerieglaciären och Lamplughglaciären. Hela Glacier Bay var helt glaciärbunden så sent som 1750.
Den upptäcktsresande kaptenen George Vancouver fann Icy Strait, i södra änden av Glacier Bay, spärrad med is 1794. Själva Glacier Bay var då nästan helt istäckt. 1879 upptäckte biologen John Muir att isen nästan helt gått tillbaka i bukten, en sträcka på omkring 77 km. 1916 slutade Grand Pacificglaciären vid änden på Tarrviken omkring 105 km från Glacier Bays mynning. Detta är den snabbast dokumenterade tillbakagången av glaciärer någonsin[källa behövs].
Glacier Bay National Park and Preserve omfattar nio kustglaciärer. Fyra av dessa kalvar isberg ut i bukten.
Vildmarken hyser björnar, hjortdjur, bergsgetter, valar och sjöfågel.

## Världsarvet
Kluane/Wrangell-St Elias/Glacier Bay/Tatshenshini-Alseks transnationella parksystem omfattar Kluane nationalpark, Wrangell-St. Elias nationalpark, Glacier Bay och Tatshenshini-Alsek provinspark. Detta blev 1979 ett världsarv för de spektakulära glaciärerna och isfälten såväl som för dess betydelse vad gäller habitat för grizzlybjörn, renar och amerikanska snöfår.